# Cécile Boulaire
Cécile Boulaire est une universitaire, chercheuse à l'université de Tours spécialisée en littérature jeunesse et en histoire de l'édition,

## Parcours universitaire
En 2000 à l'université de Rennes 2, elle obtient un doctorat en littérature comparée. Puis elle devient maîtresse de conférences à l'Université de Tours en 2002. Actuellement membre de l'InTRu, Interactions, transferts, ruptures artistiques et culturels depuis 2012. Elle enseigne à tous les niveaux de la licence et du master de Lettres, ainsi qu'en Faculté de médecine.

## Champs d'étude et engagement
Elle est  membre du conseil d'administration de l'Association française de recherches sur les livres et objets culturels de l'enfance (Afreloce) et de l'association Livre Passerelle, qui œuvre pour la littérature en région tourangelle afin de lutter contre l’illettrisme. Ses recherches personnelles sur l’album sont régulièrement exposées sur le "carnet de recherches" du site Album ’50 . Elle est l'autrice de plusieurs ouvrages sur la littérature jeunesse et sur la maison d'édition tourangelle Mame.
Elle est à l'initiative d'un projet Lire aux bébés : au sein du service de néonatalogie du CHU de Tours, elle propose avec l'association Livre Passerelle, d'aider les parents à verbaliser leur relation aux bébés prématurés par l'intermédiaire d'albums, comptines, jeux chantés, etc,.
Elle est responsable de la revue universitaire Strenæ (recherches sur les livres et objets culturels de l'enfance). Ses travaux portent sur l'édition pour la jeunesse et plus particulièrement sur l'album,,,.

## Ouvrages

### En tant qu'autrice
- Lire et choisir ses albums, petit manuel à l'usage des grandes personnes, Didier Jeunesse, 2018[11].
- Les "Petits livres d'or". Des albums pour enfants dans la France de la guerre froide, préface de Jean-Yves Mollier, PUFR, 2016[12],[13]
- Le Moyen Âge dans les livres pour enfants, 1945-1999, Presses Universitaires de Rennes, 2002 [14]

### En tant que directrice de publication
- Mame : Deux siècles d'édition pour la jeunesse, préface de Jean-Yves Mollier, PUR, PUFR, 2012
- L'avenir du livre pour la jeunesse, BnF, La joie par les livres, 2010
- Le livre pour enfants, PUR, 2006